# Ken’ichi Mikawa/Diskografie
Diese Diskografie ist eine Übersicht über die musikalischen Werke des japanischen Enka-Sängers Ken’ichi Mikawa.

## Alben

### Studioalben
| Jahr | Titel                                     | Anmerkungen                |
| ---- | ----------------------------------------- | -------------------------- |
| 1965 | Dakedo Dakedo Dakedo (だけどだけどだけど) | Erstveröffentlichung: 1965 |
| 1966 | Yanagase Blues (柳ヶ瀬ブルース)           | Erstveröffentlichung: 1966 |
| 1967 | Niigata Blues (新潟ブルース)              | Erstveröffentlichung: 1967 |
| 1968 | Kushiro no Yoru (釧路の夜)                | Erstveröffentlichung: 1968 |
| 1969 | Onna To Bara (女とバラ)                   | Erstveröffentlichung: 1969 |
| 1970 | Miren Machi (みれん町)                    | Erstveröffentlichung: 1970 |
| 1971 | Omoide Onna (想い出おんな)                | Erstveröffentlichung: 1971 |
| 1972 | Uragiri No Machi (うらぎりの町)           | Erstveröffentlichung: 1972 |
| 1972 | Ginza Onna Ame (銀座・おんな・雨)         | Erstveröffentlichung: 1972 |
| 1972 | Sasoriza No Onna (さそり座の女)           | Erstveröffentlichung: 1972 |
| 1974 | Hashyagisugitanone (はしゃぎすぎたのね)   | Erstveröffentlichung: 1974 |
| 2009 | Ai wa Jerashii (愛は嫉妬(ジェラシー))     | Erstveröffentlichung: 2009 |

## Singles
| Jahr | Titel Album                                               | Übersetzung                                | Anmerkungen                              |
| ---- | --------------------------------------------------------- | ------------------------------------------ | ---------------------------------------- |
| 1965 | Dakedo dakedo dakedo (だけどだけどだけど) –               | Aber, aber, aber                           | Erstveröffentlichung: 1. Juni 1965       |
| 1965 | Hitori ni naru to (ひとりになると) –                      | Wenn man einsam wird                       | Erstveröffentlichung: 1. Juni 1965       |
| 1965 | Ano ko ga suki to itta hana (あの娘が好きと云った花) –    | Die Blume sagte „Ich liebe dieses Mädchen“ | Erstveröffentlichung: 1. Dezember 1965   |
| 1965 | Kimi to boku to no ai no hoshi (君と僕との愛の星) –       | Unser Stern der Liebe                      | Erstveröffentlichung: 1. Dezember 1965   |
| 1966 | Yanagise burūsu (柳ヶ瀬ブルース) –                        | Yanagise Blues                             | Erstveröffentlichung: 1. April 1966      |
| 1966 | Hitosuji no namida (ひとすじの涙) –                       | Tränenspur                                 | Erstveröffentlichung: 1. April 1966      |
| 1966 | Yanagise no onna (柳ヶ瀬の女) –                           | Die Frau aus Yanagise                      | Erstveröffentlichung: 1. November 1966   |
| 1966 | Hijō no burūsu (非情のブルース) –                         | Kaltherziger Blues                         | Erstveröffentlichung: 1. November 1966   |
| 1967 | Maboroshi no burūsu (まぼろしのブルース) –                | Geisterhafter Blues                        | Erstveröffentlichung: 10. März 1967      |
| 1967 | Akai suigara (紅い吸い殻) –                               | Rote Zigarette                             | Erstveröffentlichung: 10. März 1967      |
| 1967 | Neon geshō (ネオン化粧) –                                 | Neonschminke                               | Erstveröffentlichung: 1. Juli 1967       |
| 1967 | Asa wa iranai (明日はいらない) –                          | Ich brauche keinen Morgen                  | Erstveröffentlichung: 1. Juli 1967       |
| 1967 | Niigata burūsu (新潟ブルース) –                           | Nigata Blues                               | Erstveröffentlichung: 10. August 1967    |
| 1967 | Shinano-gawa bojō (信濃川慕情) –                          | Die Liebe vom Shinano Fluss                | Erstveröffentlichung: 10. August 1967    |
| 1967 | Kohan no hoteru (湖畔のホテル) –                          | Das Hotel am Ufer                          | Erstveröffentlichung: 1. November 1967   |
| 1967 | Koi wa haganaku (恋ははかなく) –                          | Die stehen gebliebene Liebe                | Erstveröffentlichung: 1. November 1967   |
| 1968 | Ano hoshi no kanata (あの星のかなた) –                    | In der Ferne dieses Sterns                 | Erstveröffentlichung: 1. Februar 1968    |
| 1968 | Hoshi no yō na anata (星のようなあなた) –                 | Du, der wie ein Stern bist                 | Erstveröffentlichung: 1. Februar 1968    |
| 1968 | Yu no machi enka (湯の街艶歌) –                           | Heiße-Quelle-Enka                          | Erstveröffentlichung: 1. April 1968      |
| 1968 | Aoshima burūsu (青島ブルース) –                           | Aoshima Blues                              | Erstveröffentlichung: 1. April 1968      |
| 1968 | Kushiro no yoru (釧路の夜) –                              | Die Nacht in Kushiro                       | Erstveröffentlichung: 1. Juli 1968       |
| 1968 | Onna no tsuyogari (女のつよがり) –                        | Der Bluff der Frauen                       | Erstveröffentlichung: 1. Juli 1968       |
| 1968 | Sakuragichō burūsu (桜木町ブルース) –                     | Sakuragichō Blues                          | Erstveröffentlichung: 1. November 1968   |
| 1968 | Unazuki no yoru (宇奈月の夜) –                            | Die Nacht in Unazuki                       | Erstveröffentlichung: 1. November 1968   |
| 1969 | Kiri no barādo (霧のバラード) –                           | Die Nebelballade                           | Erstveröffentlichung: 1. Januar 1969     |
| 1969 | Hana ga chittara (花が散ったら) –                         | Wenn die Blumen verwelken                  | Erstveröffentlichung: 1. Januar 1969     |
| 1969 | Yoru no bojō (夜の慕情) –                                 | Die nächtliche Sehnsucht                   | Erstveröffentlichung: 1. Juni 1969       |
| 1969 | Yume onna (夢おんな) –                                    | Die Frau aus dem Traum                     | Erstveröffentlichung: 1. Juni 1969       |
| 1969 | Onna to bara (女とバラ) –                                 | Frauen und Rosen                           | Erstveröffentlichung: 1. September 1969  |
| 1969 | Sai hate no yoru (さいはての夜) –                         | Die Nacht am Ende der Welt                 | Erstveröffentlichung: 1. September 1969  |
| 1970 | Ōsaka no yoru (大阪の夜) –                                | Die Nacht in Ōsaka                         | Erstveröffentlichung: 1. Januar 1970     |
| 1970 | Naniwa-kawa (なにわ川) –                                  | Der Naniwa-Fluss                           | Erstveröffentlichung: 1. Januar 1970     |
| 1970 | Miren machi (みれん町) –                                  | Die Stadt an der ich hänge                 | Erstveröffentlichung: 1. August 1970     |
| 1970 | Kodoku no onna (孤独の女) –                               | Die einsame Frau                           | Erstveröffentlichung: 1. August 1970     |
| 1970 | Onna no asa (おんなの朝) –                                | Frauenmorgen                               | Erstveröffentlichung: 25. Dezember 1970  |
| 1970 | Aishū no yado (哀愁の宿) –                                | Trauerunterkunft                           | Erstveröffentlichung: 25. Dezember 1970  |
| 1971 | Onna machi (おんな町) –                                   | Frauenstadt                                | Erstveröffentlichung: 25. Mai 1971       |
| 1971 | Koi no inochi (恋の命) –                                  | Das Leben der Liebe                        | Erstveröffentlichung: 25. Mai 1971       |
| 1971 | Omoide onna (想い出おんな) –                              | Die Frau in der Erinnerung                 | Erstveröffentlichung: 25. Juli 1971      |
| 1971 | Onna no kako (女の過去) –                                 | Die Vergangenheit der Frau                 | Erstveröffentlichung: 25. Juli 1971      |
| 1971 | Okane o chōdai (お金をちょうだい) –                       | Gib mir Geld                               | Erstveröffentlichung: 25. November 1971  |
| 1971 | Ai no yukisaki (愛の行き先) –                             | Das Reiseziel der Liebe                    | Erstveröffentlichung: 25. November 1971  |
| 1972 | Uragiri no machi (うらぎりの町) –                         | Die Stadt der Affären                      | Erstveröffentlichung: 20. März 1972      |
| 1972 | Anata to wakarete (あなたと別れて) –                      | Von dir getrennt                           | Erstveröffentlichung: 20. März 1972      |
| 1972 | Ginza, Onna, Ame (銀座・おんな・雨) –                     | Ginza, Frau, Regen                         | Erstveröffentlichung: 20. Mai 1972       |
| 1972 | Namida sannen (なみだ三年) –                              | Drei Jahre Tränen                          | Erstveröffentlichung: 20. Mai 1972       |
| 1972 | Ichiban ressha no onna (一番列車の女) –                   | Die Frau des ersten Zuges                  | Erstveröffentlichung: 20. September 1972 |
| 1972 | Ano hito imagoro (あの人今頃) –                           | Diese Person gerade im Moment              | Erstveröffentlichung: 20. September 1972 |
| 1972 | Sasoriza no onna (さそり座の女) –                         | Die Frau im Zeichen des Skorpions          | Erstveröffentlichung: 20. Dezember 1972  |
| 1972 | Hitori de namida o fukimashō (ひとりで涙をふきましょう) – | Lass uns selbst die Tränen wegwischen      | Erstveröffentlichung: 20. Dezember 1972  |
| 1973 | Bara no hitsugi (バラの柩) –                              | Der Sarg aus Rosen                         | Erstveröffentlichung: 20. März 1973      |
| 1973 | Konna onna de ii kashira (こんな女でいいかしら) –         | Passt diese Frau?                          | Erstveröffentlichung: 20. März 1973      |
| 1973 | Keibetsu (軽蔑) –                                         | Verachtung                                 | Erstveröffentlichung: 20. April 1973     |
| 1973 | Yoru no fune ni notte (夜の船にのって) –                  | Mit dem Boot der Nacht fahren              | Erstveröffentlichung: 20. April 1973     |
| 1973 | Kikasete hoshii (聞かせてほしい) –                        | Ich möchte es dich anhören lassen          | Erstveröffentlichung: 20. August 1973    |
| 1973 | Shinjiteitemo (信じていても) –                            | Auch wenn ich vertraue                     | Erstveröffentlichung: 20. August 1973    |
| 1973 | Sabaki (裁き) –                                           | Urteil                                     | Erstveröffentlichung: 20. Oktober 1973   |
| 1973 | Onna futatabi (女ふたたび) –                              | Zum zweiten Mal eine Frau                  | Erstveröffentlichung: 20. Oktober 1973   |
| 1974 | Sammen kiji no onna (三面記事の女) –                      | Die Frau der Gesellschaftsnachrichten      | Erstveröffentlichung: 25. Januar 1974    |
| 1974 | Onna no chizu (女の地図) –                                | Die Frauenlandkarte                        | Erstveröffentlichung: 25. Januar 1974    |